# A Very British Gangster
A Very British Gangster, est un film britannique réalisé par Donal MacIntyre sorti en 2007

## Synopsis
Il retrace la vie de Dominic Noonan figure britannique du crime organisé.

## Fiche technique
- Titre : A Very British Gangster
- Réalisation : Donal MacIntyre
- Durée : 97 minutes
- Genre : Film documentaire, film policier
- Date de sortie : France 18 juillet 2007

## Distribution
- Donal MacIntyre : lui-même
- Craig Fitzpatrick : lui-même
- Dominic Noonan : lui-même

## Prix et récompenses
- Grand prix du Festival du film policier de Cognac 2007 et prix « Spécial Police » 2007[1],[2],[3]
- Nommé pour le grand prix du festival du film de Sundance 2007 section documentaire[4]

## Accueil
A Very British Gangster reçoit un bon accueil, le site Allociné lui donne une moyenne de 4,0/5 pour 17 titres de presse.